# Real Canoe Natación Club (pallacanestro femminile)
La sezione femminile di pallacanestro del Real Canoe Natación Club fa parte dell'omonima polisportiva. Venne fondata ufficialmente nel 1978, ma nel corso degli anni '40 e '60 fu organizzata una squadra femminile in seno alla polisportiva.
Il club ha vinto in tre occasioni la Liga Femenina de Baloncesto (1984, 1985 e 1986) e nel palmarès figura anche una Copa de la Reina (1996).

## Palmarès
- Campionato spagnolo: 3

1984, 1985, 1986
- Coppa della Regina: 1

1996